# Amal Murkus
Amal Murkus (àrab: أمل مرقس)  (Kafr Yasif, 11 de juliol de 1968) és una cantant palestina. El seu estil musical evoca una gran diversitat d'influències mediterrànies. El seu primer àlbum, Amal, va ser publicat el 1998, i el segon, Shauq, el 2004. Les seves cançons s'inspiren en el folklore palestí, l'herència tradicional àrab i els elements de la música pop, i expressen la lluita contra la marginació i l'exclusió de què és objecte la cultura àrab palestina.

## Trajectòria
Amal Murkus va néixer i es va criar a Kafr Yasif, una ciutat àrab de Galilea en el si d'una família cristiana palestina. És la cinquena de sis fills. El 1979 va guanyar el primer premi en un festival de cançons infantils.
És membre del consell d'assessorament de Free Muse, una organització que treballa contra la censura en l'art i la música. Murkus ha aparegut diversos programes educatius i culturals a la televisió. El 2003 va guanyar el premi a la millor actriu al Festival de Teatre de Haifa. La seva àmplia gamma vocal i les seves habilitats li permeten cantar en una gran varietat de gèneres, des d'àrabs tradicionals fins a estils occidentals contemporanis. Com a resultat, ha protagonitzat col·laboracions notables amb altres artistes i músics internacionals, com ara Joan Baez en un concert contra la guerra que va tenir lloc a Tel-Aviv el 1988, Mercedes Sosa, Noa, Anwar Ebrahem, Enzo Avitabile, Robert Wyatt o Residente a la cançó «Bajo lo escombros» sobre la invasió de la Franja de Gaza iniciada de 2023. Murkus també va treballar amb els poetes palestins Mahmoud Darwix a Natzaret el 2000 i Kafr Yasif el 1999 i Samih al-Qasim el 2006.
El seu segon àlbum Shauq va ser gravat en directe l'abril de 2004 al Teatre de Jerusalem amb l'Orquestra Simfònica de Jerusalem. Ha aparegut en festivals internacionals de música i ha realitzat nombroses gires. Va cridar l'atenció quan va aparèixer al costat del grup de rap palestí DAM en el seu senzill i videoclip «If I Could Go Back in Time» de l'àlbum Dabkeh on the Moon.
Murkus es considera comunista i feminista. El Moviment Islàmic a Israel va exigir que les seves actuacions fossin cancel·lades durant el Ramadà: «Em vaig negar a cancel·lar res. Sabia que aquest no era el motiu real, ja que cantar durant el Ramadà no està prohibit. Suposo que a la gent del Moviment Islàmic li molesta la meva agenda social. No només critico els sionistes, sinó també el que està passant a la meva pròpia societat, demano l'alliberament i l'apoderament de les dones, crec que les dones tenen la clau, i si no progressen, la societat no progressarà».
L'agost de 2008 Murkus va cantar en l'aniversari de Maria Amman, una noia palestina de la Franja de Gaza que va perdre la seva mare, dos dels seus germans, la seva tia i la seva àvia després que la seva casa fos bombardejada per un projectil de l'exèrcit israelià, que també va deixar Maria greument ferida i quasi completament paralitzada. Murkus va declarar que estava intentant «donar l'atenció d'una mare a la Maria en un humil intent d'omplir una mica del buit que li quedava a la vida. He vingut avui a pronunciar la veu de la Maria, la veu dels infants palestins que són víctimes de la guerra. L'estat hauria de permetre que la Maria i la seva família rebessin el millor tracte possible per a compensar el que li ha passat».

## Discografia
- Fattah Al Ward (2015)
- Baghani (2011)
- Na'na' ya Na' na' (2007)
- Shauq (2004)
- Amal (1998)